# Tonga na Letnich Igrzyskach Paraolimpijskich 2012
Tonga na Letnich Igrzyskach Paraolimpijskich 2012 w Londynie reprezentował 1 zawodnik. 
Dla reprezentacji Tonga był to czwarty start w igrzyskach paraolimpijskich (poprzednio w 2000, 2004 i 2008). Dotychczas żaden zawodnik nie zdobył paraolimpijskiego medalu.

## Kadra

### Lekkoatletyka
Mężczyźni
| Zawodnik      | Konkurencja        | Finał | Finał |
| Zawodnik      | Konkurencja        | Wynik | Poz.  |
| ------------- | ------------------ | ----- | ----- |
| ʻAloʻalo Liku | Rzut dyskiem F44   | 32.73 | 8     |
| ʻAloʻalo Liku | Rzut oszczepem F44 | 34.61 | 10    |